# Haemaphlebiella venata
Haemaphlebiella venata là một loài bướm đêm thuộc phân họ Arctiinae, họ Erebidae.